# Schedotrigona smithi
Schedotrigona smithi är en mångfotingart som beskrevs av Filippo Silvestri 1903. Schedotrigona smithi ingår i släktet Schedotrigona och familjen Metopidiotrichidae. Inga underarter finns listade i Catalogue of Life.